# Берберян, Юлия
Юлия Берберян (род. 6 октября 1944, Перуштица, Болгария) — болгарская теннисистка, тренер по теннису, общественный и политический деятель.

## Биография
Родилась 6 октября 1944 года в армянской семье. Её предки переселились в Болгарию во время массовых убийств армян в Османской империи 1896 года. В 1965 году семья Берберян переехала на постоянное жительство в США, но Юлия осталась в Болгарии, так как вышла замуж за болгарского баскетболиста Георгия Малеева. С 1962 по 1976 год она была ведущей теннисисткой Болгарии, становилась многократной чемпионкой этой страны в одиночном, парном и смешанном парном разрядах, а также победительницей Балканских игр. При этом по политическим причинам у неё не было возможности участвовать в профессиональных теннисных турнирах.
С 1975 года Юлия Берберян начала заниматься тренерской деятельностью. Наибольших успехов она добилась в работе со своими дочерьми Мануэлой, Катериной и Магдаленой, каждая из которых в разные годы входила десятку лучших теннисисток мира рейтинга WTA. Она также на протяжении многих лет была капитаном (тренером) сборной Болгарии в Кубке федерации, которая в 1985 и 1987 годах под её руководством доходила до полуфинала этого турнира. В 2005 году вместе с дочерьми создала в Софии теннисный центр, где стала директором и главным тренером.
Юлия Берберян известна также благодаря своей общественно политической деятельности. В 1997—2001 годах она была членом парламента Болгарии от партии  «Союз демократических сил». С 1995 года является председателем общественной организации «Болгарский женский союз». Награждена орденом «Красное Знамя труда» (1989).
В 1995 году вышла автобиографическая книга Юлии Берберян «Хочу, верю, могу».